# Operação policial no Complexo do Alemão

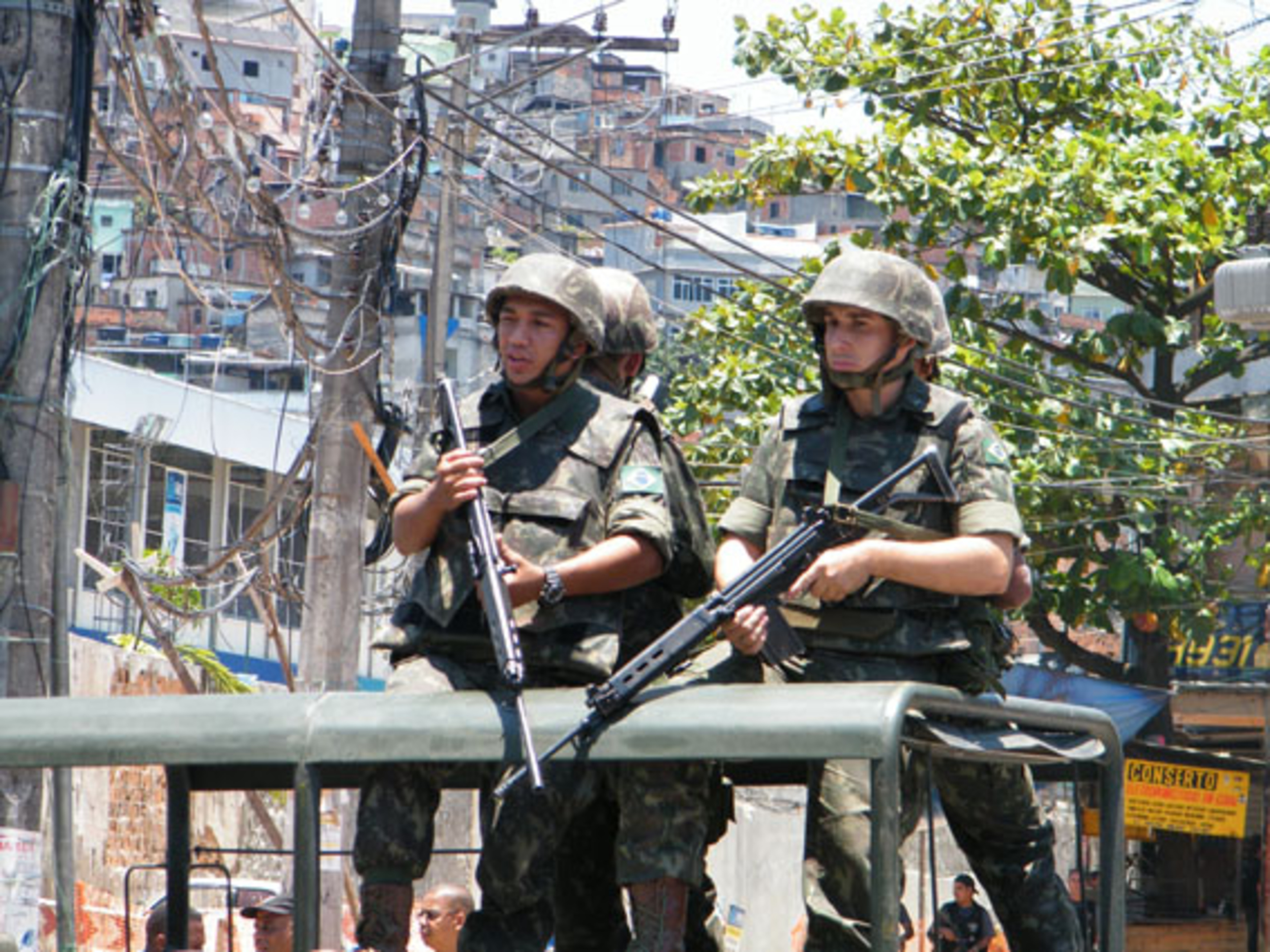
Paraquedistas do Exército dão apoio à ocupação do Complexo do Alemão

A operação policial no Complexo do Alemão aconteceu em 27 de junho de 2007, no Rio de Janeiro, e reuniu Polícia Militar, Polícia Civil e Polícia Federal, além de homens do Exército, Marinha, Aeronáutica e Força Nacional de Segurança Pública. Cerca de 2 600 agentes participaram da invasão à comunidade, que começou às 8h. Foi a maior operação realizada no complexo desde que a polícia ocupou as favelas, no dia 2 de maio de 2007, após criminosos que seriam do Alemão terem assassinado dois policiais, em Oswaldo Cruz, na Zona Norte do Rio de Janeiro.
Dezenove pessoas foram mortas e várias outras feridas. Treze dos corpos foram recolhidos pela própria polícia, e outros seis foram deixados à noite numa van em frente à delegacia local, na Penha. Entre os feridos, sete pessoas foram vítimas de balas perdidas, além de um policial e cinco traficantes atingidos.
De acordo com uma nota publicada pela Ordem dos Advogados do Brasil, pelo menos onze dos mortos não tinham relação alguma com o tráfico. Até o final dos XV Jogos Pan-Americanos, um grande cerco foi formado pela polícia na região - para garantir a segurança dos Jogos, bem como a viabilização de obras sociais do PAC, necessitando de uma intervenção policial que afastasse o poder paralelo na região. Um recente relatório publicado pela Secretaria Especial dos Direitos Humanos da Presidência da República (SEDH) revelou que houve execuções durante a operação.

## A Operação
Cerca de 160 mil pessoas vivem nas favelas que compõem o Complexo do Alemão, bairro com o mais baixo Índice de Desenvolvimento Humano da cidade do Rio.
A região concentrava 40% dos crimes da cidade e boa parte do tráfico. Traficantes afugentaram dali quase toda a atividade produtiva – no passado, a região era o maior polo industrial do Rio. O "alemão" que dá nome ao morro era polonês: Leonard Kaczmarkiewicz, que imigrou para o Rio depois da Primeira Guerra e implantou na região uma zona industrial. Desde que a cocaína se tornou o melhor negócio dos morros, na década de 1990, 30 mil pessoas já morreram nos bairros que integram o Alemão.
Desde o dia 2 de maio de 2007, quando a operação teve início, viam-se constantes tiroteios e confrontos. Houve baixas de ambos os lados, tanto da polícia, como do tráfico. Alunos ficaram semanas sem aulas e o comércio local, paralisado.
O governo fluminense queria mais que apenas banir o Estado paralelo que se instalou nos morros. Um projeto de ação social, inspirado na experiência colombiana, pretendia transformar o complexo. O plano incluía um teleférico com 3 quilômetros e seis estações, a 35 metros de altura, com áreas de lazer e bibliotecas. As obras dependiam de um acordo com o governo federal, de R$ 350 milhões de recursos.
"Não fomos lá prender uma ou duas pessoas, uma liderança do tráfico. Fomos lá desmanchar bunkers, ilhas inexpugnáveis. Fomos lá devolver direitos aos cidadãos", disse o secretário de Segurança do Rio de Janeiro, José Mariano Beltrame.
Embora o número de mortes tenha sido elevado, alvo de críticas de ONG's defensoras dos Direitos Humanos, vários cuidados foram tomados para evitar mais vítimas, como desviar o tráfego aéreo e evitar ações perto de escolas.
Foi utilizada a inteligência. Os planos foram traçados a partir de informações colhidas por 150 informantes, infiltrados no morro havia meses, e por fotos aéreas da região. Houve método e organização na incursão, planejada ao longo de dois meses. Na manhã do ataque, nove atiradores de elite ocuparam pontos estratégicos, no alto do morro. Dando proteção aos policiais e soldados, eles permitiram fechar o cerco. Pela primeira vez os policiais conseguiram postar-se em locais geograficamente acima dos traficantes.

## Vítimas
19 pessoas foram vitimadas fatalmente pela operação policial. Parte delas não tinham nenhum envolvimento com o tráfico de drogas e perícias realizadas após a operação revelaram algumas execuções.

## Resposta

### Governo estadual
José Beltrame, responsável pelo Departamento de Segurança Pública do estado do Rio de Janeiro, respondeu ao relatório do governo federal dizendo que foi feito às pressas por pessoas interessadas em deturpar a causa justa dos direitos humanos. Disse também que o relatório revela pouco sobre os fatos, o que causa confusão. Também segundo ele, o relatório é desqualificado pelo fato de que os médicos-legistas não visitaram a cidade após a realização da operação.
O secretário disse que a polícia esteve em três pontos onde há muito tempo não chegava: Areal, Chuveirinho e Matinha. Segundo Beltrame, os locais funcionavam como refúgio e uma espécie quartel-general do tráfico, onde eram guardadas armas e drogas. Apesar de considerar a operação bem-sucedida, Beltrame admitiu que o complexo ainda está dominado pelos traficantes. As favelas não ficaram ocupadas, mas o cerco nos acessos foi mantido.

### Governo federal
O relatório publicado pela SEDH afirma que os dezenove mortos do dia 27 de junho receberam, em média, 3,84 tiros cada. Também afirma que quatorze foram mortos com tiros na parte superior do corpo, seis deles, na cabeça. A partir desses indícios, o relatório conclui que houve execuções na operação, apesar de não revelar um número exato. [carece de fontes?]

### Organização das Nações Unidas
Philip Alston, relator especial das Organização das Nações Unidas especializado em Execuções Arbitrárias, Sumárias ou Extrajudiciais, visitou o Complexo do Alemão em 10 de novembro de 2007 para analisar se as dezenove mortes foram realmente execuções, como acusa o relatório da SEDH. No dia 12 de novembro, Alston questionou a eficácia da operação policial em um relatório para a ONU.